# Taminas
Taminas (en griego antiguo: Ταμύναι) es el nombre de una antigua ciudad griega de Eubea. 
Se encontraba en la costa meridional de la isla, en territorio de Eretria, al este de esta. La ciudad tenía un templo de Apolo, junto al estrecho que separa Eubea de Grecia continental y que, según una leyenda de la mitología griega, había sido construido por Admeto, puesto que Apolo había pasado un año como sirviente en su casa.
Fue ocupada, junto con las poblaciones de Egilia y Quéreas, por los persas en el año 490 a. C., desde donde organizaron el ataque a Eretria.
En el año 438 a. C. se libró una batalla en Taminas en la que intervino el orador ateniense Esquines, la cual relata. Un año antes, Clitarco, un político de Eretria se rebeló contra Plutarco, tirano de esta ciudad. Foción, general ateniense, acudió a la petición de ayuda de Plutarco al frente de un contingente. Las fuerzas atenienses y las de Plutarco se enfrentaron en Taminas a las de Clitarco y Calias de Calcis. Estos fueron derrotados, y los atenienses les dejaron retirarse libremente mediante un acuerdo.